# (152830) Dinkinesh
(152830) Dinkinesh (désignation provisoire 1999 VD57) est un astéroïde binaire de la ceinture principale. Il est survolé par la sonde spatiale Lucy le 1er novembre 2023. Un satellite binaire à contact, nommé Selam, est découvert à cette occasion autour de Dinkinesh.

## Nom
L'astéroïde a été nommé en février 2023 d'après le nom en amharique (ድንቅነሽ (dinik’ineshi), litt. « tu es merveilleuse ») du fossile d'australopithèque (Australopithecus afarensis) Lucy découvert en Éthiopie en 1974.
Le satellite est pour sa part nommé le 27 novembre 2023 d'après Selam (ሰላም (sälam) en amharique, signifiant « paix »), fossile femelle de 3 ans de la même espèce que Lucy.

## Caractéristiques orbitales
(152830) Dinkinesh est un astéroïde de la ceinture principale intérieure, découvert le 4 novembre 1999 à Socorro dans le Nouveau-Mexique dans le cadre du programme LINEAR. Il présente une orbite caractérisée par un demi-grand axe de 2,19 ua, une excentricité de 0,11 et une inclinaison de 2,09° par rapport à l'écliptique. Son périhélie est situé à 1,95 ua du Soleil et son aphélie à 2,44 ua. Sa période de révolution est de 3,24 ans.
Il pourrait faire partie de la famille de Flore.

## Caractéristiques physiques
Une étude de mars 2023 estime qu'il s'agit d'un astéroïde de type S et que son diamètre est compris entre 542 et 1 309 m. Son survol par la sonde Lucy révèle une largeur maximale d'environ 790 mètres. Il est en lente rotation avec une période d'environ 52,7 h.

## Exploration
(152830) Dinkinesh est survolé par la sonde spatiale Lucy le 1er novembre 2023 à une distance d'environ 450 km,. Il s'agit du premier des dix astéroïdes (comprenant un autre astéroïde de la ceinture principale, (52246) Donaldjohanson, et six astéroïdes troyens de Jupiter et leurs satellites) que Lucy doit visiter. Le survol se déroule à une vitesse relative de 4,5 km/s et permet de tester les instruments de la sonde.

Premières images de Dinkinesh (cercle jaune) prises par Lucy en septembre 2023 à 23 millions de km de l'astéroïde.
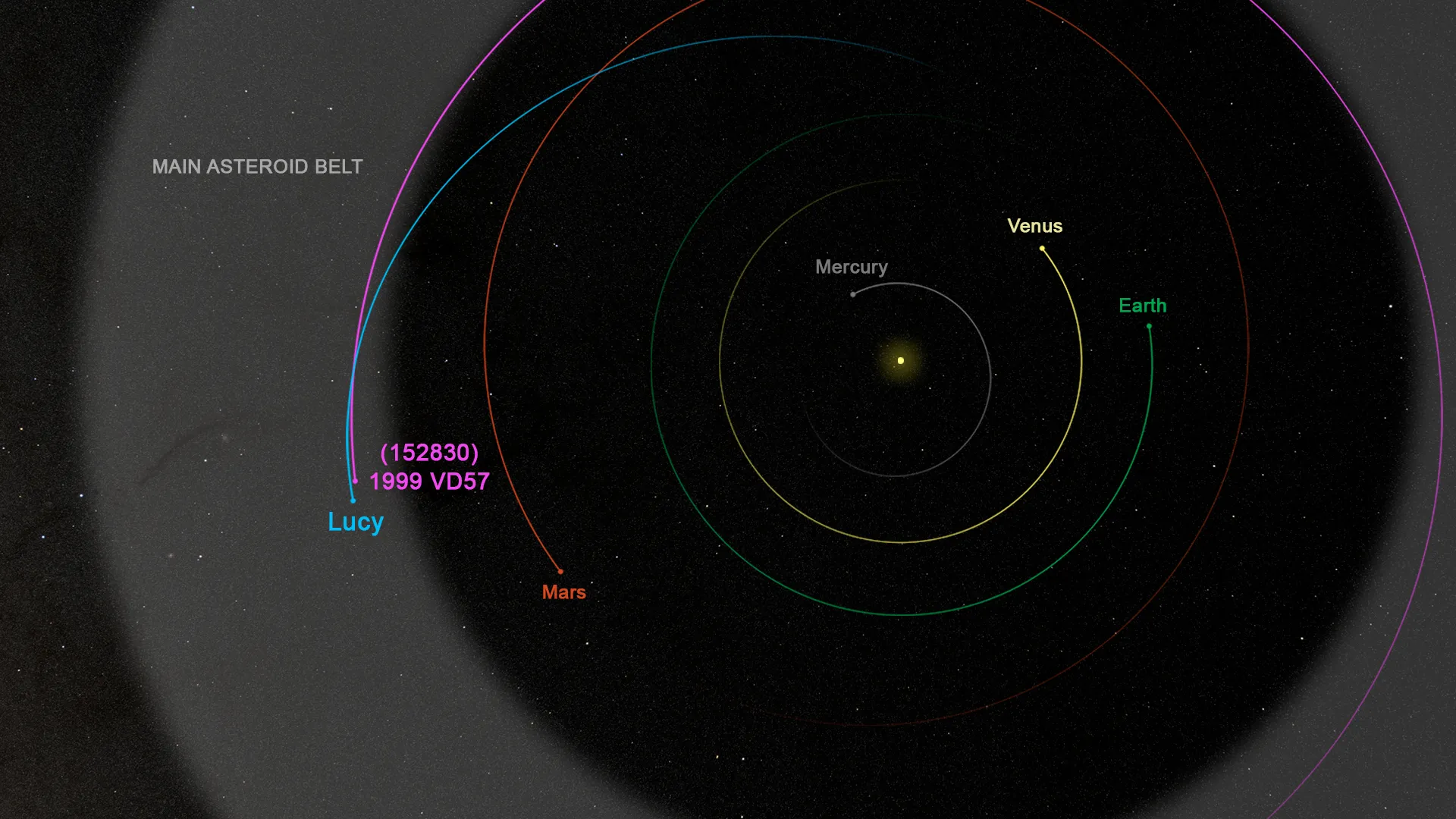
Survol de (152830) Dinkinesh (trajectoire en rose) par Lucy (trajectoire en bleu) le 1er novembre 2023.
Dinkinesh et son satellite Selam vus par la caméra de navigation TTCam de Lucy lors du survol. Les images sont prises à 13 secondes d'intervalle.
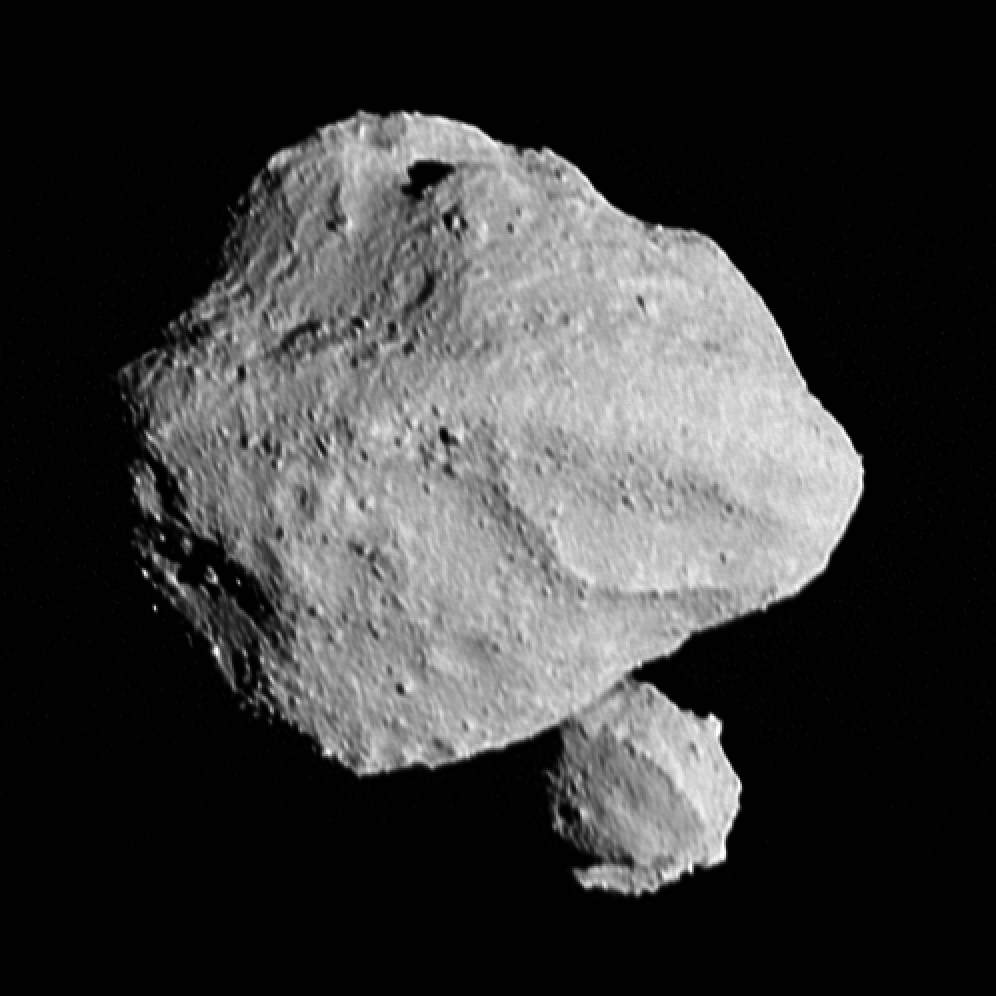
Dinkinesh et Selam (en bas à droite) vus par la caméra L'LORRI, une minute avant le passage au plus proche de l'astéroïde, à environ 430 km.

## Satellite

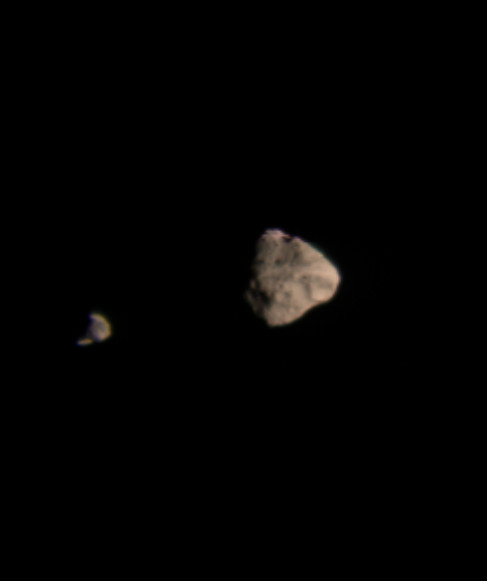
L'astéroïde Dinkinesh et de son satellite, Selam, à l'aide de données collectées par l'imageur couleur du vaisseau spatial Lucy de la NASA.

Le survol de Dinkinesh par la sonde Lucy a révélé la présence d'un satellite en orbite autour de l'astéroïde. Ce satellite est un binaire à contact, constitué de deux lobes d'environ 212 et 234 m de diamètre,. Il orbite autour de Dinkinesh à une distance de 3,1 km avec une période de révolution de 52,7 h, et est verrouillé gravitationnellement.
Dinkinesh est le second astéroïde binaire de la ceinture principale à avoir été exploré, après (243) Ida et son satellite Dactyle par Galileo en 1993. Bien que les objets binaires à contact soient relativement communs dans le système solaire, le satellite de Dinkinesh est, au moment de sa découverte, le seul exemple connu de satellite binaire à contact.
Le satellite reçoit sa désignation permanente et son nom, (152830) Dinkinesh I Selam, le 27 novembre 2023.